# Mudra

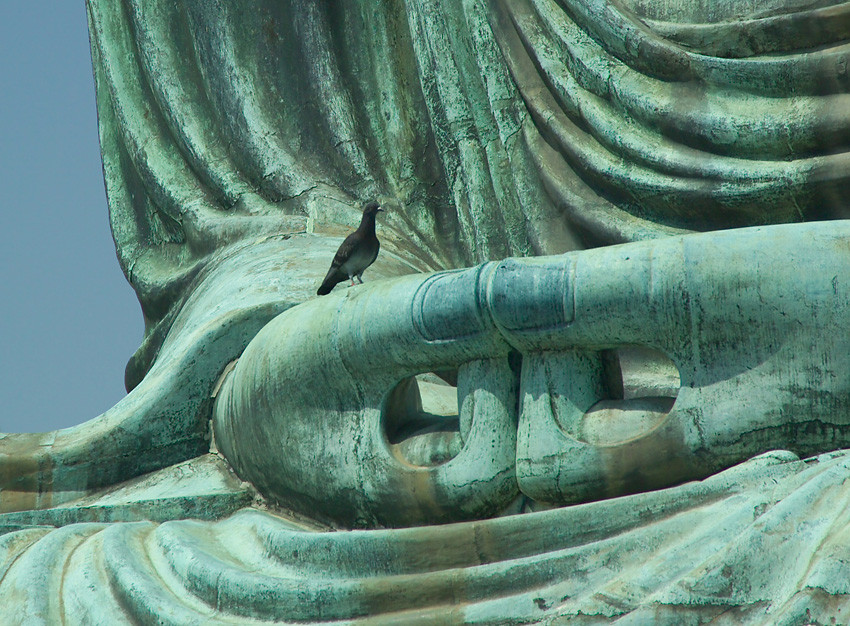
Složené ruce sochy buddhy Amitábhy v japonské Kamakuře do gesta dhjánimudra

Mudra (v dévanágarí मुद्रा; mudrá) je symbolické či rituální gesto používané v buddhismu i hinduismu. Některé mudry jsou předváděny pomocí celého těla, avšak k zobrazení většiny z nich je třeba jen ruka a prsty. Mudry jsou důležité při interpretaci mnoha náboženských zobrazení i jako součást některých hinduistických rituálů apod. Některé se také používají při léčení. Jejich funkce je založena na regulaci toku prány v těle.
Mezi nejznámější mudry patří bhúmisparšamudra, doslova „gesto dotyku země“, které použil Gautama Buddha, když byl na cestě k probuzení.
V rané mahajánové ikonografii je u sochy Buddhy vyobrazeno jen několik gest rukou, avšak v mladší vadžrajánové ikonografii se díky rozšiřující se vadžrajánovému božstvu rozrostla o další. Někdy je celkový počet muder udáván jako třicet šest. V névárském buddhismu v Káthmándú se uvádí „osm velkých muder“ a ten samý počet se udává i v japonském buddhismu jakožto osm hlavních muder. V indické buddhistické vadžrajáně lze nalézt dvanáct hlavních muder božstev. Všechna gesta rukou však nelze označit jako mudry, některé totiž mohou poukazovat jen na pouhý způsob postavení prstů.

## Mudry v buddhismu
Běžně se v buddhistické ikonografii vyskytují následující mudry:

### Abhaja-mudra
„Gesto ochrany“ symbolizuje bezpečí a zbavení se strachu. Mudra je prováděna obvykle pouze pravou rukou, která je vyzdvižena do výšky hrudi, paže je mírně pokrčená a dlaň s nataženými prsty, které směřují vzhůru, směřuje dopředu. Abhaja-mudra poukazuje na Buddhovu ochranu všech živých bytostí, které chrání před všemi strachy z koloběhu znovuzrození. S touto mudrou je obvykle zobrazován zelený buddha Amóghasiddhi.

### Bhúmisparša-mudra
„Gesto dotyku země“ je jednou z nejběžnějších symbolů buddhismu. Představuje okamžik probuzení Gautama Buddhy pod stromem bodhi, kdy porazil boha Máru a přivolal bohyni země Sthávaru, která měla být svědkyní Buddhova probuzení. V tom okamžiku Gautama Buddha seděl s pravou rukou na pravém koleni, která se dotýkala země, a levou ruka spočívala v gestu meditace. 

### Bhútadámara-mudra
„Gesto ovládnutí duchů“ je gestem, který zahání démony. Ruce jsou překřížené v oblasti zápěstí nebo předloktí, pravá leží na levou, dlaně směřují vzhůru směrem ven a malíčky obou rukou jsou propojené. Ruce takto překřížené připomínají křídla garudy, která by měla zahnat zlé duchy.

### Bódhjangí-mudra
„Gesto probuzení“ je realizováno tak, že vztyčený ukazovák sevřené levé ruky spočívá v pravé ruce, která je sevřená v pěst. S touto mudrou je vyobrazován buddha Vairóčana. 

### Dharmačakra-mudra
„Gesto kola zákona“ zvané také jako „gesto kola dharmy“ symbolizuje moment, kdy Buddha v Gazelím háji v Sárnáthu podal poprvé svůj výklad o čtyřech ušlechtilých pravdách, tedy poprvé roztočil kolo dharmy. Palce a ukazováky obou rukou se dotýkají a vytvářejí kruhy. Tyto kruhy představují kolo dharmy. Ruce se nacházejí ve výši srdce, přičemž levá dlaň směřuje ven od srdce a pravá je obrácena k srdci. Pravá ruka znamená předávání Buddhova učení, zatímco levá ruka zde symbolizuje moudrost a vnitřní uvědomění. S tím to gestem je nejčastěji zobrazován sám Gautama Buddha. 

### Dhjáni-mudra
„Gesto meditace“ představuje soustředění, rovnováhu a klid. Tato mudra je prováděna buď levou rukou, nebo oběma rukama. Ruce se nachází v úrovni břicha nebo spočívají na klíně, kdy pravá ruka leží na levé a dlaně směřují vzhůru. Špičky palců obou rukou se navzájem dotýkají a vytváří tak trojúhelník, který symbolizuje tři klenoty, kterými jsou považovány Buddha, Sangha a Dharma. S touto mudrou je zobrazován Gautama Buddha a buddha Amitábha.

### Šaranágamana-mudra
„Gesto poskytování útočiště“ může být realizováno levou nebo pravou rukou. Dlaň ruky směřuje nahoru a od těla. Palec se dotýká špičky buď ukazováku, prostředníku, nebo prsteníku. Spojením palce s jedním z těchto prstů vzniká kruh a ostatní prsty směřují vzhůru. Kruh představuje útočiště a tři prsty symbolizují tři klenoty.  Tato mudra se obvykle objevuje jako mudra osmi podob Táry nebo Avalókitéšvary, kteří chrání před „osmi velkými strachy“.

### Varada-mudra
„Gesto laskavosti“ symbolizuje velkorysost a milosrdenství. S touto mudrou jsou bytosti zobrazovány v sedě. K provedení je použita buď pravá ruka, nebo levá ruka. Otevřená dlaň ruky spočívá na koleni, směřuje ven od těla a spolu s nataženými prsty směřuje dolů. Varada-mudra je často vyobrazována s božstvem, které v druhé ruce drží atributy plnící přání jako jsou klenoty, plody nebo rostliny. Mezi takové patří například buddha medicíny Bhaišadžjaguru.

## Galerie

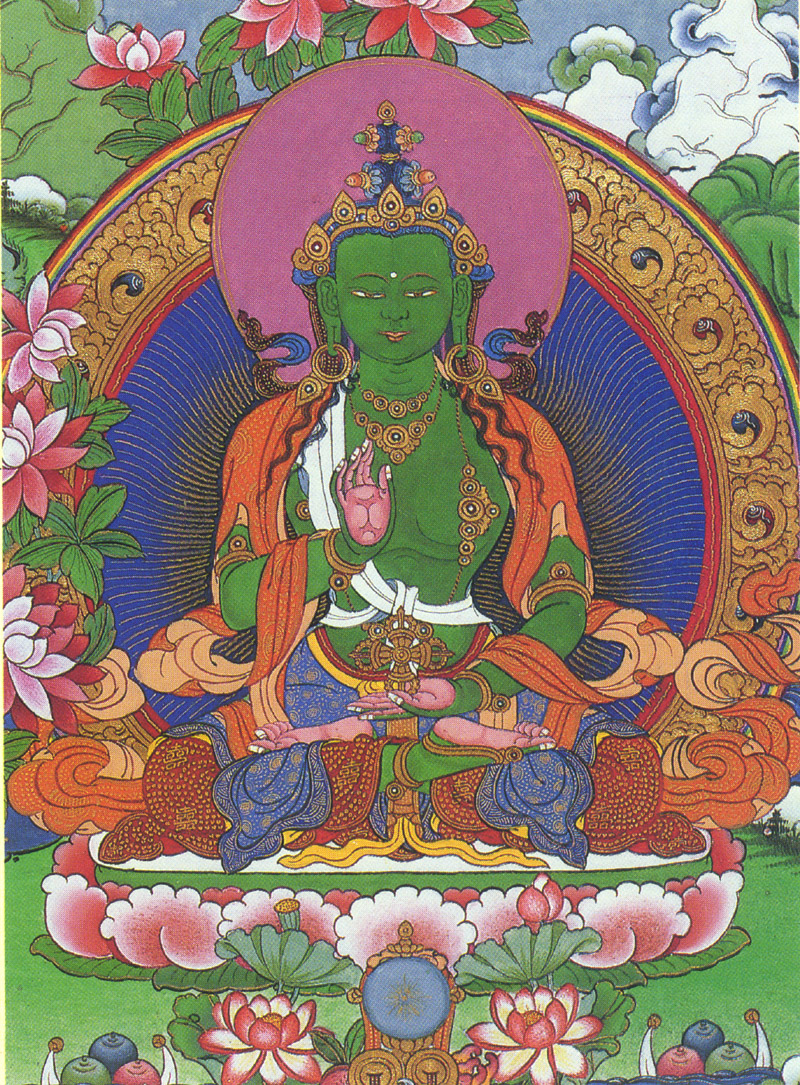
Buddha Amóghasiddhi zobrazený s abhaja-mudrou
Gautama Buddha sedící na lotosovém květu s pravou rukou v bhúmisparša-mudře
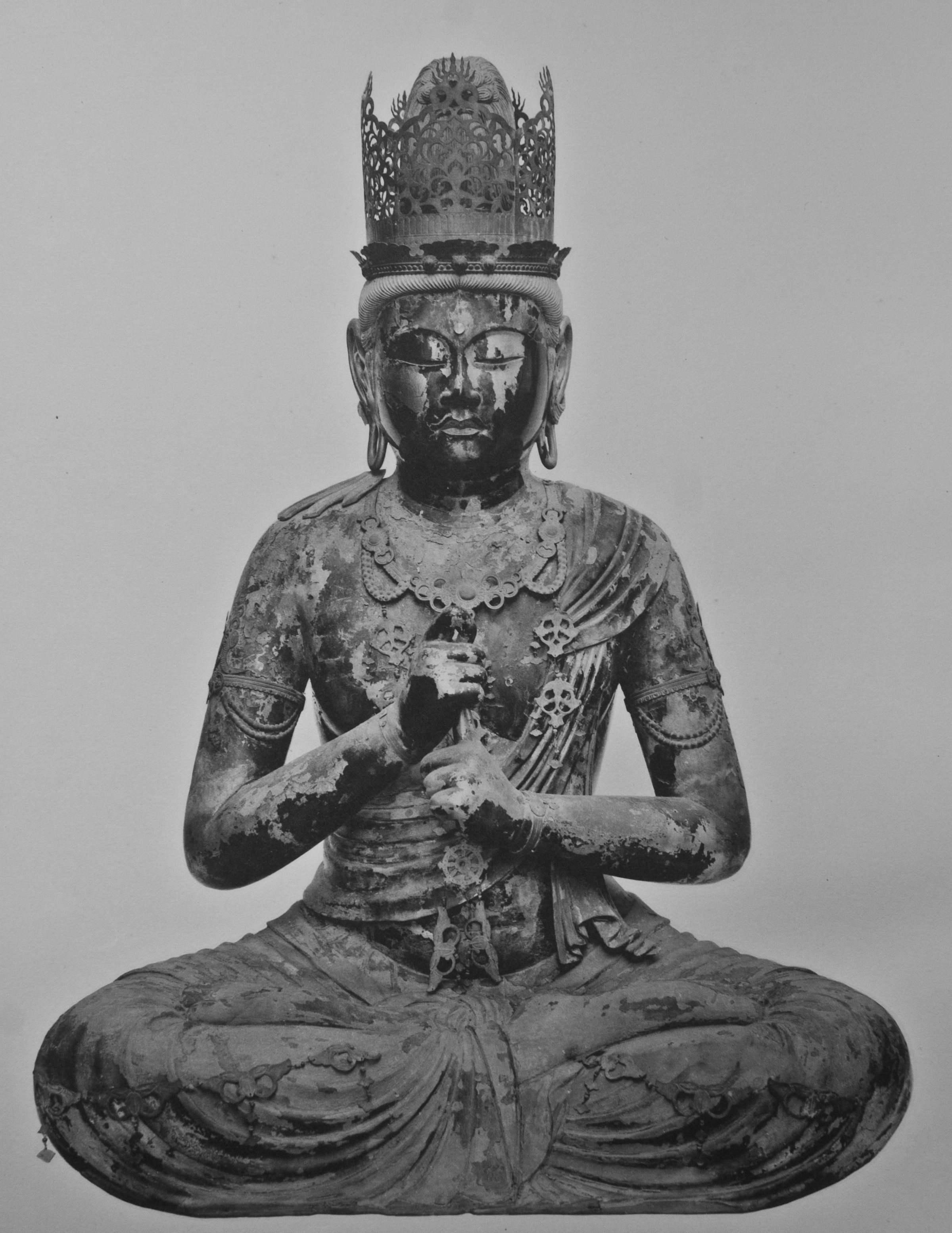
Buddha Vairóčana a bódhjangí-mudra
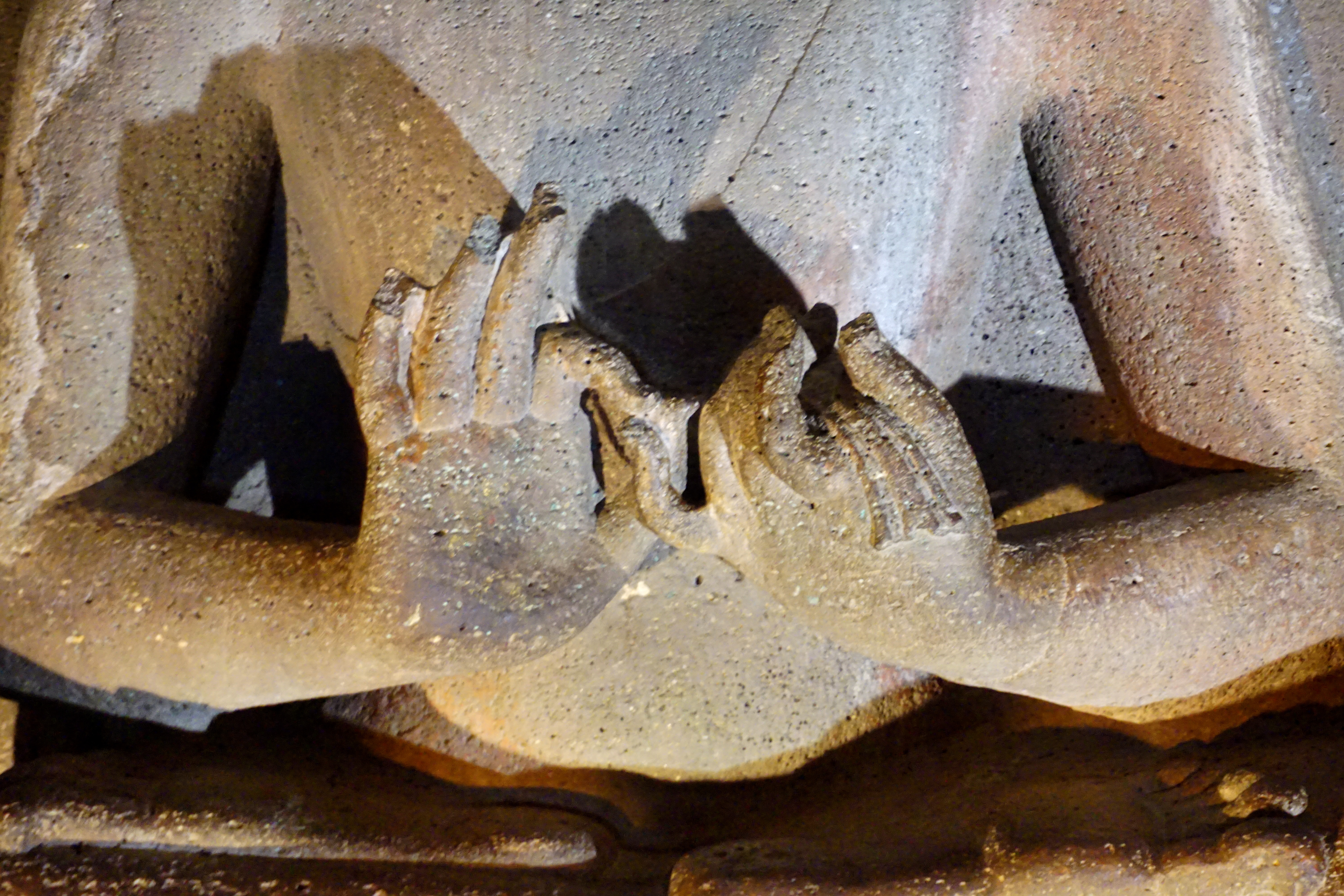
Dharmačakra-mudra
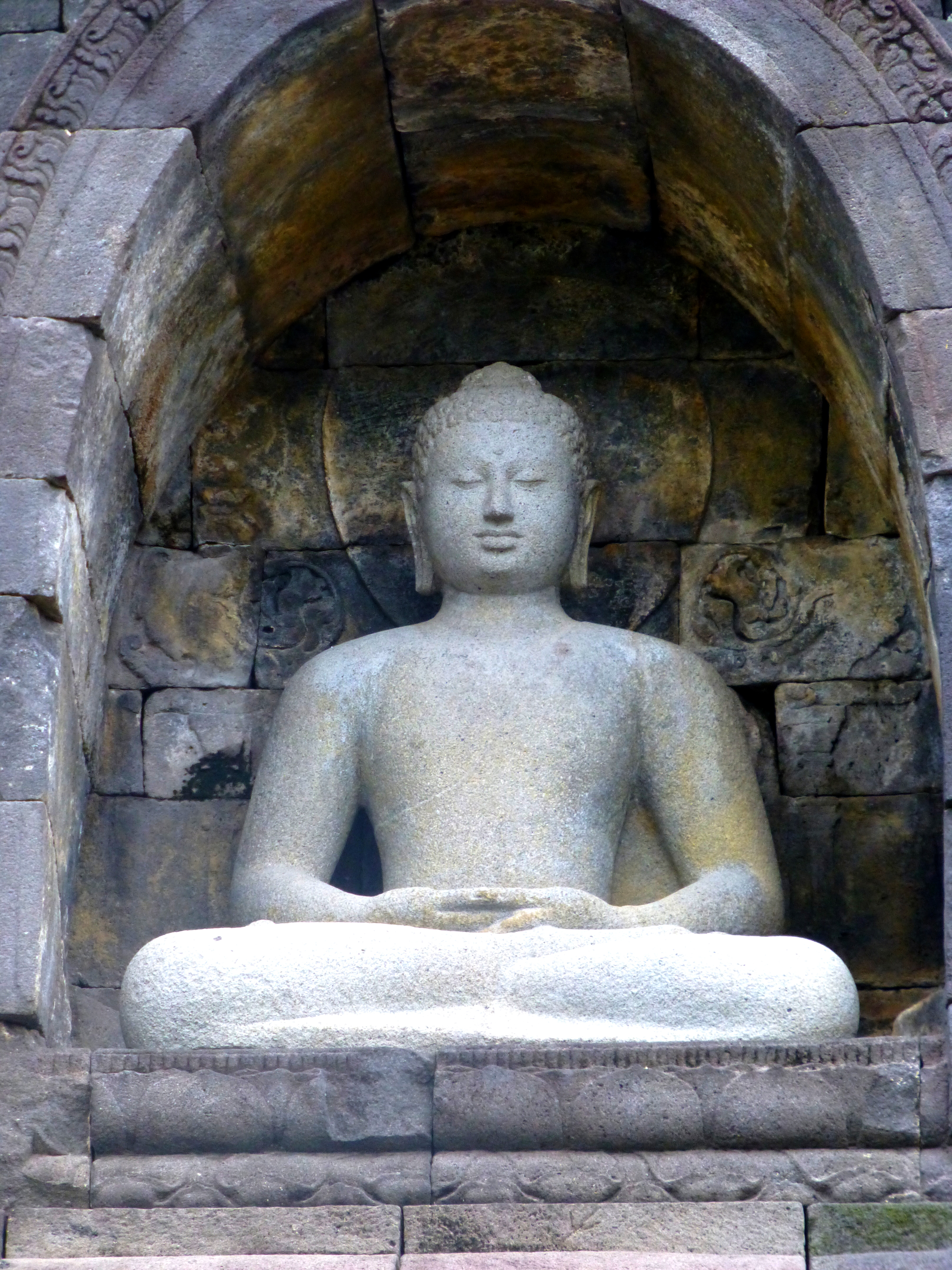
Buddha Amitábha s dhjána-mudrou
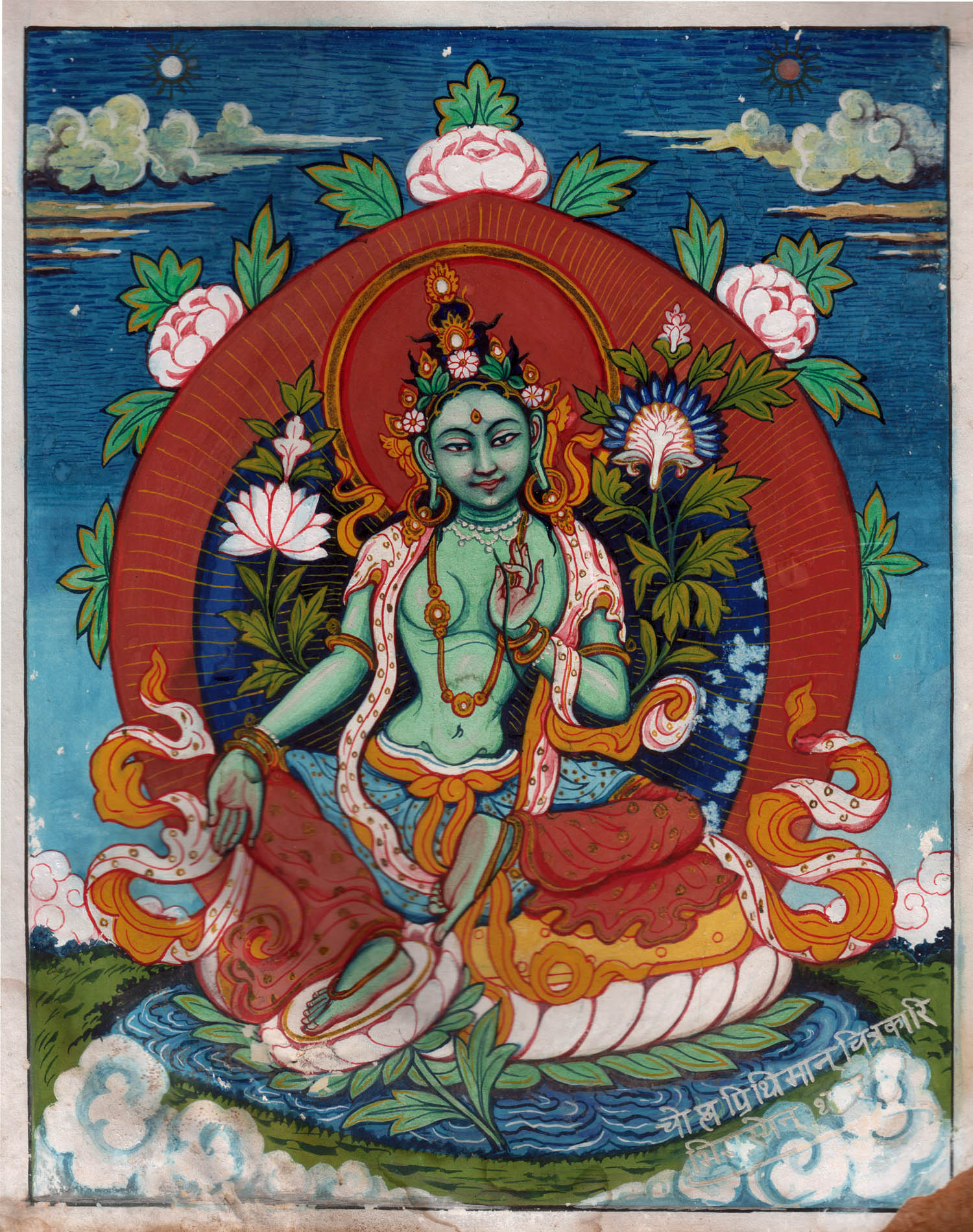
Zelená tara s šaranágamana-mudrou
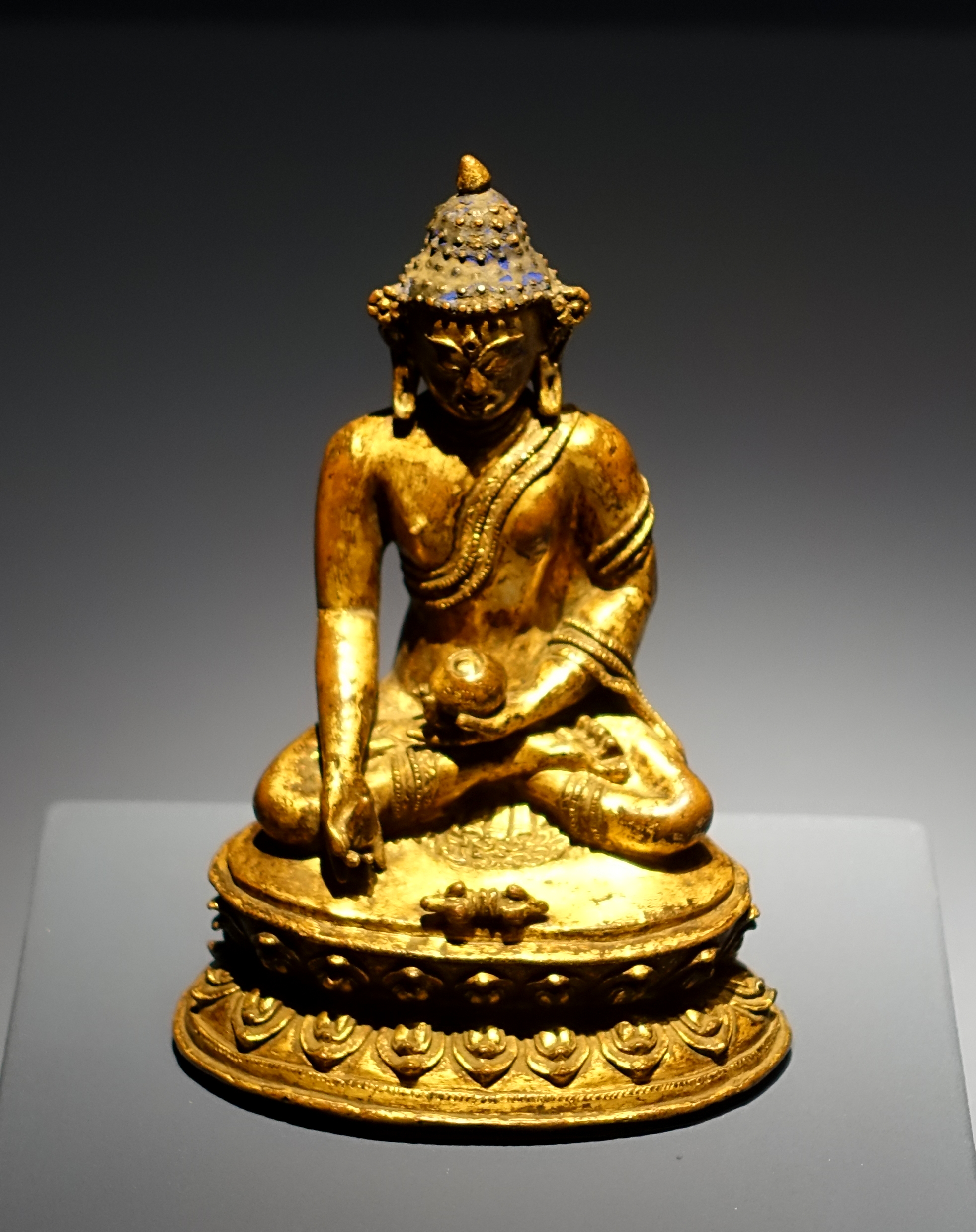
Buddha Bhaišadžjaguru a varada-mudra
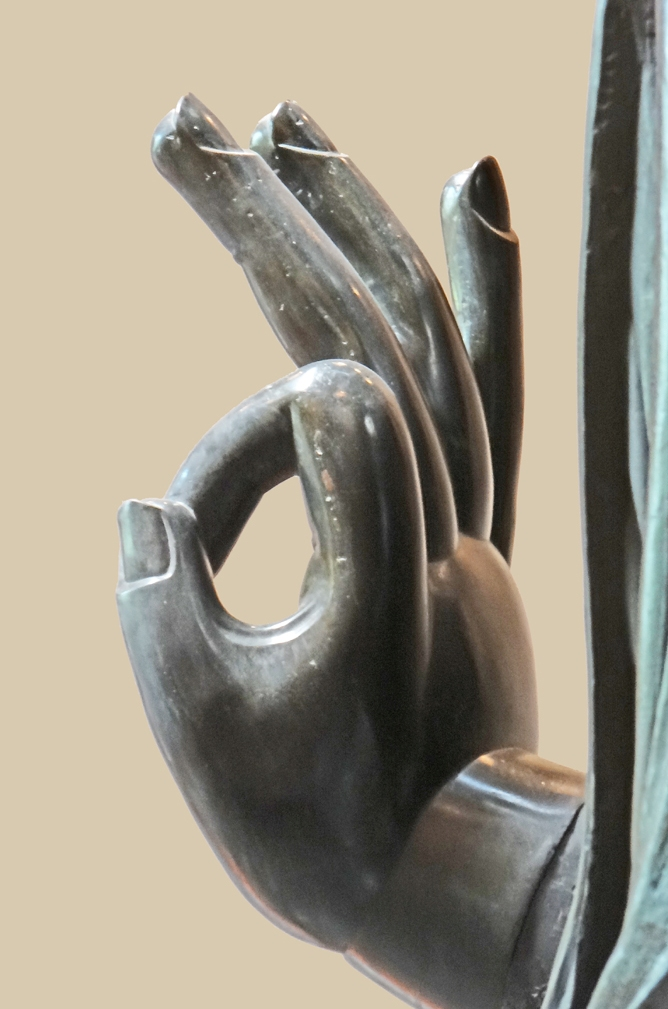
Vjákhjána-mudra neboli vitarka-mudra